# МНПЗ (футбольный клуб)
МНПЗ (бел. МНПЗ) — белорусский футбольный клуб из города Мозырь.

## История
Футбольный клуб из города Мозырь, основанный при поддержке Мозырского нефтеперерабатывающего завода, чью аббревиатуру и использует. Первоначально клуб выступал на любительском уровне, дважды становясь чемпионом Гомельской области. В 2021 году после объединения областного чемпионата со Второй лигой футбольный клуб стал одним из участников чемпионата. В сезоне 2023 года футбольный клуб занял 2-е место в гомельском дивизионе, завоевав путёвку в финальную часть чемпионата. В марте 2024 года стало известно, что клуб стал участником обновлённой Второй лиги.

## Достижения
Чемпионат Гомельской области
 Победитель: 2018, 2019
 Бронзовый призёр: 2011, 2013
Главный тренер с 2021 года — Юрий Менделеев.